# آناتولی فیلیپچنکو
آناتولی فیلیپچنکو (به انگلیسی: Anatoly Filipchenko) (٢۶ فوریهٔ ١٩٢٨ - ٨ اوت ٢٠٢٢) فضانورد اهل اتحاد شوروی بود که در ۲۶ فوریهٔ ۱۹۲۸ در داویدووکا زاده شد. وی در مأموریت سایوز ۷، سایوز ۱۶ حضور داشته است. 